# Le Grand-Lemps
Le Grand-Lemps är en kommun i departementet Isère i regionen Auvergne-Rhône-Alpes i sydöstra Frankrike. Kommunen ligger i kantonen Le Grand-Lemps som tillhör arrondissementet La Tour-du-Pin. År 2022 hade Le Grand-Lemps 3 093 invånare.

## Befolkningsutveckling
Antalet invånare i kommunen Le Grand-Lemps
Referens:INSEE